# Americana (The Offspring)
Americana is het vijfde studioalbum van de Amerikaanse punkrockband The Offspring, uitgebracht op 17 november 1998 door Columbia Records. Americana was een groot succes en debuteerde op nummer zes op de Amerikaanse Billboard 200 en verkocht in de eerste week meer dan 175.000 exemplaren. Het is het op één na bestverkochte album van de band na hun doorbraak in 1994, Smash, en er zijn wereldwijd meer dan tien miljoen exemplaren verkocht. Americana bracht de hitsingles Pretty Fly (for a White Guy), Why Don't You Get a Job? en The Kids Aren't Alright voort, en werd gepromoot met een wereldwijde tournee en een optreden op het Woodstock '99-festival.

## Achtergrond en opname
Na het onverwachte succes van Smash (1994), tekende The Offspring in 1996 bij Columbia Records en bracht de band het vierde studioalbum Ixnay on the Hombre uit in 1997. Hoewel Ixnay on the Hombre niet zo goed werd ontvangen als Smash, behaalde het album in april 1997 gelijktijdige goud- en platinacertificeringen in de Verenigde Staten. Na de tournee ter promotie van Ixnay on the Hombre, begon The Offspring met het schrijven van nieuw materiaal voor het volgende album. 
De opnames vonden plaats in de Eldorado Recording Studios van juli tot september 1998 met producer Dave Jerden, die ook Ixnay on the Hombre produceerde. Hoewel de meeste nummers gewoon punkrocknummers zijn die de band populair maakten, voegen andere, zoals het door Latino beïnvloede Pretty Fly (for a White Guy) en het psychedelische "Pay the Man" variatie toe, "zodat er genoeg in zit. zodat mensen zich niet vervelen. omdat het al anders klonk dan het andere dat de band op dat moment had gemaakt. Holland droeg ook bij aan het nummer "Too Much Drama" van het album van The Vandals, Hitler Bad, Vandals Good, dat vijf maanden voor Americana werd uitgebracht. De refreinmelodie wordt op dit album hergebruikt op het nummer "Walla Walla".

## Compositie
Een van de thema's op Americana is de Amerikaanse levensstijl. Kort na de release zei Holland over het album: "De nummers op Americana zijn geen veroordelingen, het zijn korte verhalen over de stand van zaken en wat we om ons heen zien gebeuren. We willen ook de donkere kant van onze cultuur laten zien. Het lijkt misschien op een aflevering van Happy Days daar in Amerika, maar het voelt meer als Twin Peaks." Holland vertelde dat Americana niet meteen werd beschouwd als een conceptalbum maar als "een echt coole sociale statement", maar toen de band een paar nummers had opgenomen die klaagden over Amerika in 1998, "realiseerden we ons dat we een thema hadden".
Holland legde ook uit dat Americana diende als "een commentaar op de Amerikaanse cultuur", waarbij hypocriete levens en politieke correctheid werden gehekeld. Een van de invloeden was The Jerry Springer Show, waarbij de band zelfs overwoog het album te vernoemen naar de 'thema's' van de show, zoals "Stripper Wars". Een belangrijke inspiratiebron was het zien van de mensen in Huntington Beach, de woonplaats van bassist Greg K., zoals de "wiggers", die werden bespot in "Pretty Fly (for a White Guy)". Ondanks het omgaan met doelloosheid en desillusie, afgeleid van hoe de generatie die net volwassen was geworden problemen had om een baan te krijgen en zichzelf in stand te houden, verklaarde Holland dat "ik niet wil dat het een plaat wordt die je een hopeloos gevoel geeft. Uiteindelijk hoop ik dat je er iets positiefs uit kunt halen".

## Versie en ontvangst
Americana werd uitgebracht op 17 november 1998 en piekte op nummer 2 op de Billboard 200-albumlijst, de hoogste positie die de band destijds bereikte, en de hoogste tot nu toe. Kort na de release werd het album goud en later platina gecertificeerd.
Het album kreeg positieve recensies, Michael Gallucci van Allmusic beschreef het album als een "ruige rit door Amerika gezien door de ogen van een vermoeid, maar nog steeds optimistisch, jong kind". Gallucci prees de muziek als "een stevige combinatie van poppy punk" en een "mix van salsa en alterna-rock-geluiden", met vermelding dat de muziek van de band een andere richting in was geslagen. Het album kreeg een waardering van drie van de vijf sterren. Pretty Fly (for a White Guy), Why Don't You Get a Job?, The Kids Aren't Alright en "She's Got Issues" kregen de meeste airplay op MTV en radiostations die The Offspring ooit had gehad. Americana is het 224e bestverkochte album aller tijden volgens Billboard vanaf 2009. Het album werd opgenomen in Rock Sound's 101 Modern Classics-lijst op nummer 79. Het album werd opgenomen op nummer 23 op Rock Sound's "De 51 meest essentiële poppunkalbums aller tijden"-lijst.  BuzzFeed plaatste het album op nummer 15 op hun "36 Pop Punk Albums You Need To Hear Before You F—ing Die"-lijst. 
Het album werd genoemd bij de Juno Awards van 2000 als een van de bestverkochte albums dat jaar.

## Nummers
| No. | Titel                                                            | Looptijd |
| --- | ---------------------------------------------------------------- | -------- |
| 1.  | "Welcome"                                                        | 0:10     |
| 2.  | "Have You Ever"                                                  | 4:57     |
| 3.  | "Staring At The Sun"                                             | 2:09     |
| 4.  | Pretty Fly (for a White Guy)                                     | 3:04     |
| 5.  | The Kids Aren't Alright                                          | 2:57     |
| 6.  | "Feelings" (parody van Morris Albert en Louis Felix-Marie Gaste) | 2:48     |
| 7.  | "She's Got Issues"                                               | 3:47     |
| 8.  | "Walla Walla"                                                    | 2:54     |
| 9.  | "The End of the Line"                                            | 2:58     |
| 10. | "No Brakes"                                                      | 2:03     |
| 11. | Why Don't You Get a Job?                                         | 2:47     |
| 12. | "Americana"                                                      | 2:15     |
| 13. | "Pay The Man"                                                    | 10:00    |
| 14. | "Pretty Fly (Reprise)"                                           | 1:03     |

## Betrokkenen

### The Offspring
- Dexter Holland - zang, slaggitaar
- Noodles - leadgitaar, achtergrondzang
- Greg K. - basgitaar, achtergrondzang
- Ron Welty - drums

### Aanvullende zangers
- Higgins X-13 - achtergrondzang, aanvullende zang op "Pretty Fly (for a White Guy)"
- Heidi Villagran en Nika Frost – aanvullende zang op "Pretty Fly (For a White Guy)"
- Davey Havok, Jack Grisham en Jim Lindberg - achtergrondzang
- John Mayer - stem op "Welcome", "Walla Walla" en "Pretty Fly (Reprise)"
- Calvert DeForest - stem op "Why Don’t You Get a Job?" en "Pretty Fly (Reprise)"

### Aanvullende musici
- Derrick Davis - fluit op "Why Don’t You Get a Job?"
- Gabrial McNair en Phil Jordan - hoorns op "Why Don’t You Get a Job"
- Carlos Goméz en Raul Garibay - gitaren op "Pretty Fly (Reprise)"
- Pedro Pina - trompet op "Pretty Fly (Reprise)"
- Miguel Gonzalez - viool op "Pretty Fly (Reprise)"
- Alvaro Macias - viguela op "Pretty Fly (Reprise)"